# نادي سيارا
نادي سيارا الرياضي أو سيارا هو نادي كرة قدم برازيلي يلعب في دوري الدرجة الأولى البرازيلي منذ 2018.

## وصلات خارجية
- الموقع الرسمي